# Górki Grabińskie
Górki Grabińskie [pronunciación en polaco: /ˈɡurki ɡraˈbiɲskʲɛ/] es un pueblo ubicado en el distrito administrativo de Gmina Widawa, dentro del Distrito de Łask, Voivodato de Łódź, en Polonia central. Se encuentra aproximadamente a 4 kilómetros al norte de Widawa, a 18 kilómetros al suroeste de Łask, y a 50 kilómetros al suroeste de la capital regional Łódź.